# Steviosid
Steviosid (även stevioglykosider eller stevia) är ett ämne som utvinns ur steviaplantans blad (sötflockel, Stevia rebaudiana). Den är en glukosid som är cirka 300 gånger sötare än rörsocker, och den huvudsakliga användningen är som sötningsmedel. Dess E-nummer är E 960. Bevis saknas på nytta för långsiktiga effekter på viktminskning och risker för hjärtsjukdomar.

## Ursprung
Steviosid är det huvudsakliga sötningsmedlet (tillsammans med rebaudiosid A) i bladen på Stevia rebaudiana, en växt med ursprung i Sydamerika.
Torkade blad, såväl som vattenhaltiga extrakt, har använts i decennier som sötningsmedel i många länder, särskilt i Latinamerika och Asien (Japan, Kina).
Steviosid upptäcktes 1931 av franska kemister som gav den dess namn.

## Effekt
Den sötande effekten hos steviosid uppskattades vara cirka 300 gånger starkare än rörsocker.
Sedan 2008 har U.S. Food and Drug Administration inte haft invändningar (2023) mot användningen av steviaextrakt och vissa renade steviosider – främst steviosid och rebaudiosid – som GRAS för säker användning som ingrediens i tillverkade livsmedel.